# Glenea bisbiguttata
Glenea bisbiguttata là một loài bọ cánh cứng trong họ Cerambycidae.